# ایمارویی
ایمارویی (به پرتغالی: Imaruí) یک منطقهٔ مسکونی در برزیل است که در سانتا کاتارینا واقع شده‌است. ایمارویی ۹٬۹۴۸ نفر جمعیت دارد.